# Jordan Green
Jordan Jasper Green es un personaje de ficción de la adaptación televisiva de las novelas de Los 100 con el mismo nombre, en la cual es interpretado por Shannon Kook.

## Descripción general
Es hijo de Monty Green y Harper McIntyre, y nació en Eligius IV. Creció a bordo de la nave conociendo solo a sus padres. Cuando tenía 26 años, sus padres lo pusieron en sueño criogénico durante casi un siglo. Después de que despertó, Jordan fue quien despertó a Clarke Griffin y Bellamy Blake para mostrarles su nuevo hogar.

## Adaptación de TV

### Quinta temporada (2018)
En el final de temporada "Damocles - Part Two", Jordan despierta a Clarke Griffin (Eliza Taylor) y Bellamy Blake (Bob Morley) del criosueño y les dice que es el hijo de Monty Green (Christopher Larkin) y Harper McIntyre (Chelsey Reist). Clarke pregunta cuánto tiempo estuvieron dormidos y Jordan responde que han estado dormidos durante los últimos 125 años. Continúa mostrándoles diarios en video que hicieron sus padres y el nuevo mundo que los sobrevivientes a bordo de Eligius IV pueden llamar hogar.

### Sexta temporada (2019)
En el estreno de temporada "Sanctum", Jordan ayudó a despertar a Abigail Griffin (Paige Turco), Raven Reyes (Lindsey Morgan), Echo (Tasya Teles), Jhon Murphy (Richard Harmon), Emori (Luisa d'Oliveira), Nathan Miller (Jarod Joseph), Eric Jackson (Sachin Sahel) y Miles Shaw (Jordan Bolger) del criosueño. Más tarde, recuerda que su padre dejó algunas algas para ayudar a salvar a Marcus Kane (Henry Ian Cusick). Él y Raven descubren que el planeta Alpha es una luna. En "Red Sun Rising", Jordan es parte del grupo de Raven que vuela a la superficie de la luna para unirse a sus amigos en Sanctum. En "The Children of Gabriel", Jordan se siente atraído por una joven de Sanctum llamada Delilah (Ashleigh LaThrop), quien le dice que al día siguiente sería su día de nombramiento, donde se convertiría en una de las Primes; Priya Desai VII. Jordan pasa la mayor parte de su tiempo con ella, pero cuando le pide que le cuente sus historias, Jordan le cuenta todo lo que escuchó sobre Clarke de sus padres, incluido el hecho de que Clarke es Wanheda. Por culpa de Jordan, Russell Lightbourne se entera y niega la solicitud de Clarke de que su gente se quede en Sanctum, aunque finalmente accede. En "The Face Behind the Glass", Delilah quiere pasar su último día divirtiéndose con Jordan antes de convertirse en Prime. Jordan le cuenta cómo creció solo en Eligius IV, donde las únicas personas además de sus padres estaban congeladas en la criostasis (las caras detrás del cristal). Antes de su Ceremonia del Día del Nombramiento, Delilah le pide a Jordan que no la deje ser solo otra cara detrás del cristal. Después de la Ceremonia de Nombramiento, Jordan se sorprende cuando Delilah (ahora Priya VII) no lo reconoce. En "The Gospel of Josephine", Jordan sospecha que algo no está bien con Delilah, por lo que se embarca en una misión para investigar Sanctum. Al principio, sus amigos, Bellamy y Murphy no creen que haya nada de qué preocuparse, pero cuando desbloquea la computadora usando el código de acceso de Eligius Corporation, encuentra un registro de video que muestra cómo Gabriel Santiago (Ian Pala) descubrió cómo usar las unidades mentales para cargar toda la conciencia de los Primes en un nuevo anfitrión. Los Primes han estado usando esto para revivir a sus familias al asumir los cuerpos de los Sangres Nocturnas, Jordan llama a eso asesinato porque el anfitrión pierde el control de su cuerpo y su mente. Bellamy se disculpa con Jordan por no creer sus sospechas de Sanctum de inmediato. En "The Old Man and the Anomaly", Jordan participa en los planes para salvar a Clarke de Josephine Lightbourne. Desde que Clarke sobrevivió a la implantación de la unidad mental, Jordan expresa su esperanza de que Delilah también pueda salvarse. Más tarde, después de que Madi se rompe y mata a Miranda Prime y su amante, Jordan evita que Madi mate a Priya y en el proceso es apuñalado en el abdomen. Apuñalar a Jordan parece devolver a Madi a sí misma mientras Priya lo consuela con ternura. En el final de temporada "The Blood of Sanctum", Jordan es alimentado con La Sangre de Sanctum como parte de su Protocolo de Ajuste antes de ser rescatado por sus amigos y Gabriel (Chuku Modu). Sin embargo, Jordan demuestra estar profundamente bajo la influencia y queda en un trance que no responde. A la mañana siguiente, Jordan vuelve a la normalidad con el resto de las personas afectadas por la toxina del Sol Rojo. Jordan le dice a Bellamy que se quedará en Sanctum para ayudar a limpiar su desorden.

### Séptima temporada (2020)
En el estreno de temporada "From the Ashes", Jordan intenta actuar como intermediario entre los Ajustadores y las otras facciones en Sanctum. Con los Ajustadores exigiendo pruebas de que Russell Lightbourne está a salvo, Clarke envía a Jordan como un compromiso, ya que todos confían en él. En "False Gods", Jordan enfrenta a Clarke y le dice que ejecutar a Russell no es la solución, y no es lo que Monty hubiera querido. Mientras sigue tratando de mantener la paz, cae en una trampa de Russell (ahora Sheidheda) fingiendo que los ciudadanos de Sanctum están intentando liberarlo, armando un plan para que Clarke le perdone la vida. En "Hesperides", Jordan se une a Raven al examinar la armadura de un discípulo muerto, comentando que la última vez que habían trabajado juntos, se dieron cuenta de que Sanctum era una luna y no un planeta. Él y Raven se dan cuenta de que la armadura está controlada por el pensamiento y descubren que la Anomalía es un agujero de gusano y que Clarke está en problemas. Más tarde, cuando Clarke, Niylah (Jessica Harmon), Gaia (Tati Gabrielle) y Nathan Miller están en un enfrentamiento con los Discípulos, Jordan repentinamente interrumpe para su sorpresa, y les ordena a sus amigos a agacharse mientras Raven usando la armadura, mata a todos los discípulos. Jordan se une a todos menos a Gaia en su viaje a través de la Anomalía en busca de sus amigos, y llegan a un planeta helado en el que no tienen salida. En "Nakara", Jordan, Clarke, Raven, Niylah y Miller buscan la piedra de la Anomalía en Nakara, pero mientras lo hacen quedan atrapados en el sistema digestivo de un organismo vivo. Al final del episodio encuentran la piedra y descubren una conexión entre Nakara y el Culto del Segundo Amanecer, se adentran en la anomalía camino a Bardo sin saber qué los espera del otro lado. En "The Queen's Gambit", el grupo llega a Bardo donde, para su sorpresa y dolor, Gabriel (Chuku Modu) revela la aparente muerte de Bellamy.

## Desarrollo y recepción
En enero de 2018, se anunció que Shannon Kook aparecería como un invitado especial en el final de la quinta temporada como un personaje llamado "Lucas". Aunque este nombre era un señuelo, ya que finalmente el nombre del personaje era Jordan Green. En abril de 2019, Jason Rothenberg reveló en la nueva secuencia de títulos que Kook fue promovido al elenco principal luego de su aparición en el final de la quinta temporada.